# Moosdorf
Die Gemeinde Moosdorf mit 1756 Einwohnern (Stand 1. Jänner 2024) liegt im Oberen Innviertel in Oberösterreich.

## Geografie

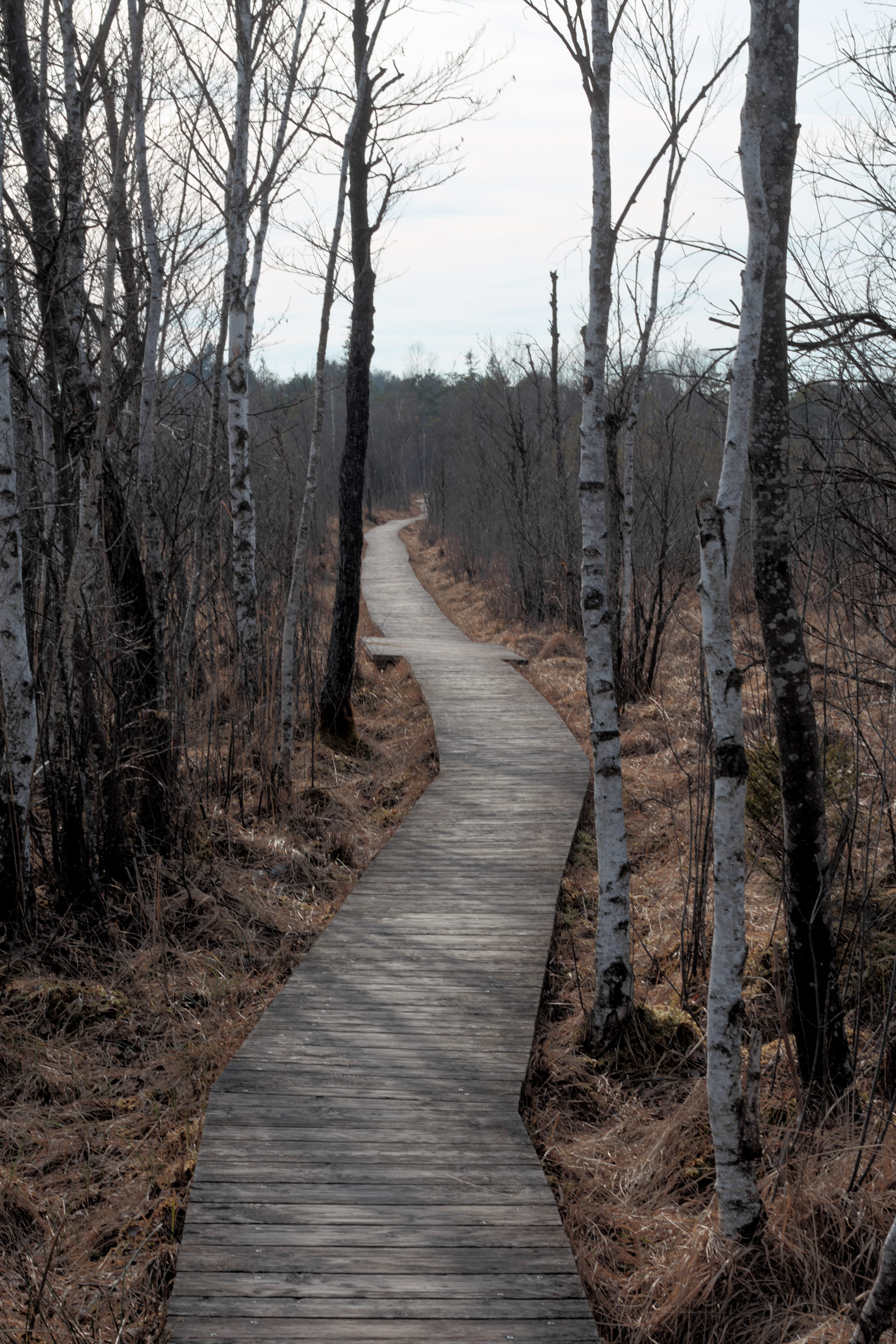
Ibmer Moor

Der Name Moosdorf  bezieht sich auf die Nähe zum Ibmer Moor, dem größten Moorkomplex Österreichs und dem östlichsten aller Voralpenmoore. Moos steht im regionalen Dialekt für Moor.

### Gemeindegliederung
Das Gemeindegebiet umfasst folgende 15 Ortschaften (in Klammern Einwohnerzahl Stand 1. Jänner 2024):
- Einsperg (87)
- Elling (148)
- Furkern (36)
- Habersdorf (55)
- Hackenbuch (349)
- Haslach (33)
- Jedendorf (88)
- Kimmelsdorf (212)
- Moosdorf (585)
- Moosmühl (24)
- Mühlbach (37)
- Puttenhausen (10)
- Seeleiten (19)
- Stadl (33)
- Weichsee (40)

Die Gemeinde besteht aus den Katastralgemeinden Moosdorf und Stadl.
Der zuständige Gerichtsbezirk ist der Gerichtsbezirk Mattighofen, bis 2004 gehörte die Gemeinde zum Gerichtsbezirk Wildshut.

### Nachbargemeinden
|                               | Eggelsberg                                  |                             |
| Franking                      | Kompassrose, die auf Nachbargemeinden zeigt | Feldkirchen bei Mattighofen |
| St. Georgen bei Salzburg (SL) | Lamprechtshausen (SL)                       | Dorfbeuern (SL)             |

## Geschichte
Es wurde eine Römische Villa Elling ergraben.
Um 1130 wurde in den Traditionen (Buch über Schenkungen) des Benediktinerstiftes Michaelbeuern das „Chunradus de Mostorf“ genannt.
Die katholische Pfarrkirche Moosdorf hl. Stephanus, 1784 zur Pfarrkirche erhoben, war anfangs eine Filiale der Pfarrkirche Eggelsberg.
1850 erlangte Moosdorf den Status einer eigenen Gemeinde und umfasst die Katastralgemeinden Moosdorf und Stadl. Bis ins 19. Jahrhundert hinein wurden in den Pfarramtartikeln auch noch die Orte Malling (heute bei Kimmelsdorf) und Mühlbach (heute bei Elling) genannt.
Am 11. August 2006 verlegte der Kölner Künstler Gunter Demnig Stolpersteine für die beiden NS-Opfer Johann Lenz und Josef Weber.

### Bevölkerungsentwicklung
Die starke Zunahme der Bevölkerungszahl in den letzten Jahrzehnten beruht auf der Kombination von positiver Geburtenbilanz und positiver Wanderungsbilanz.

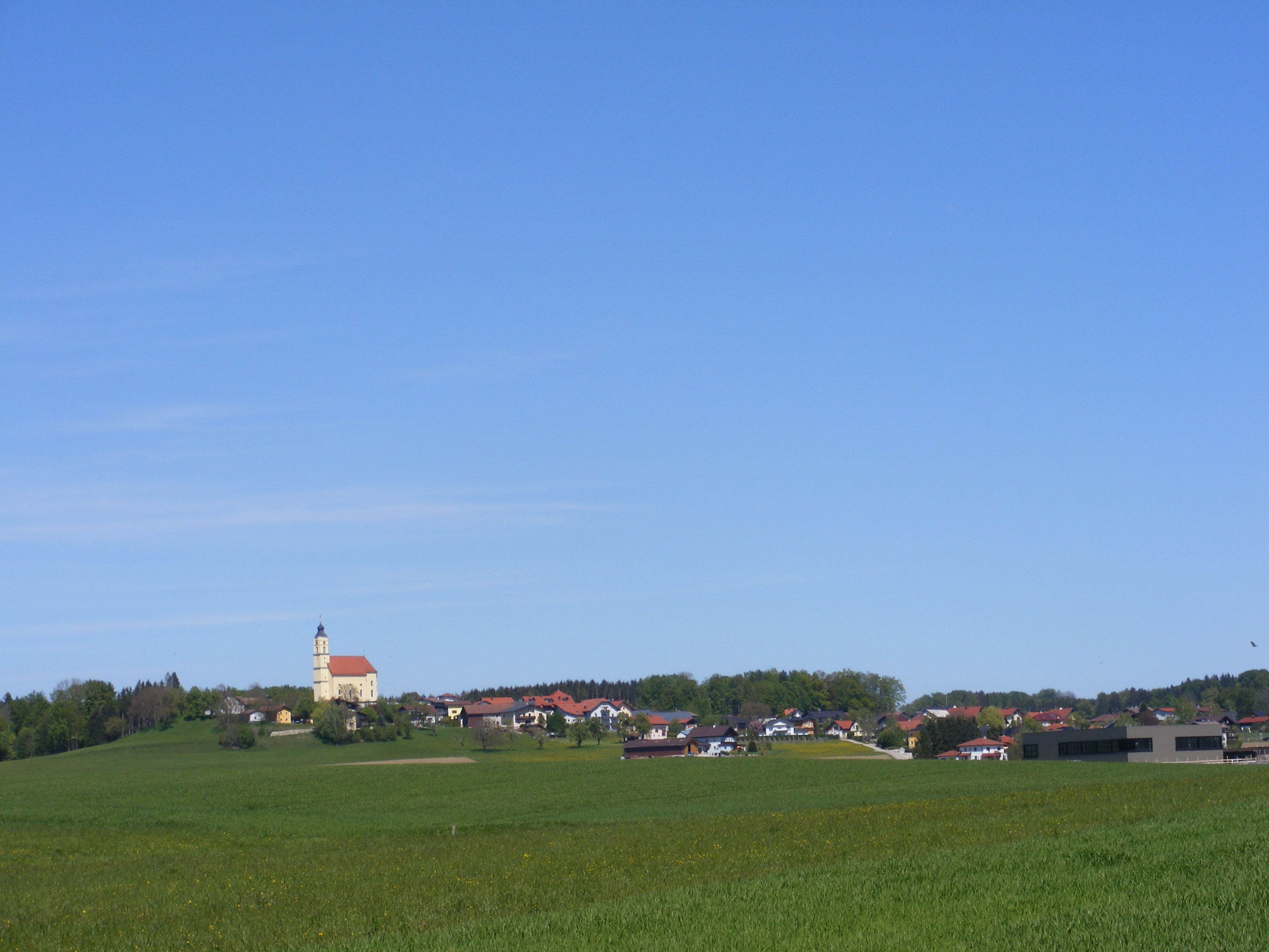
Ansicht von Süden

## Kultur und Sehenswürdigkeiten
- Römische Villa Elling

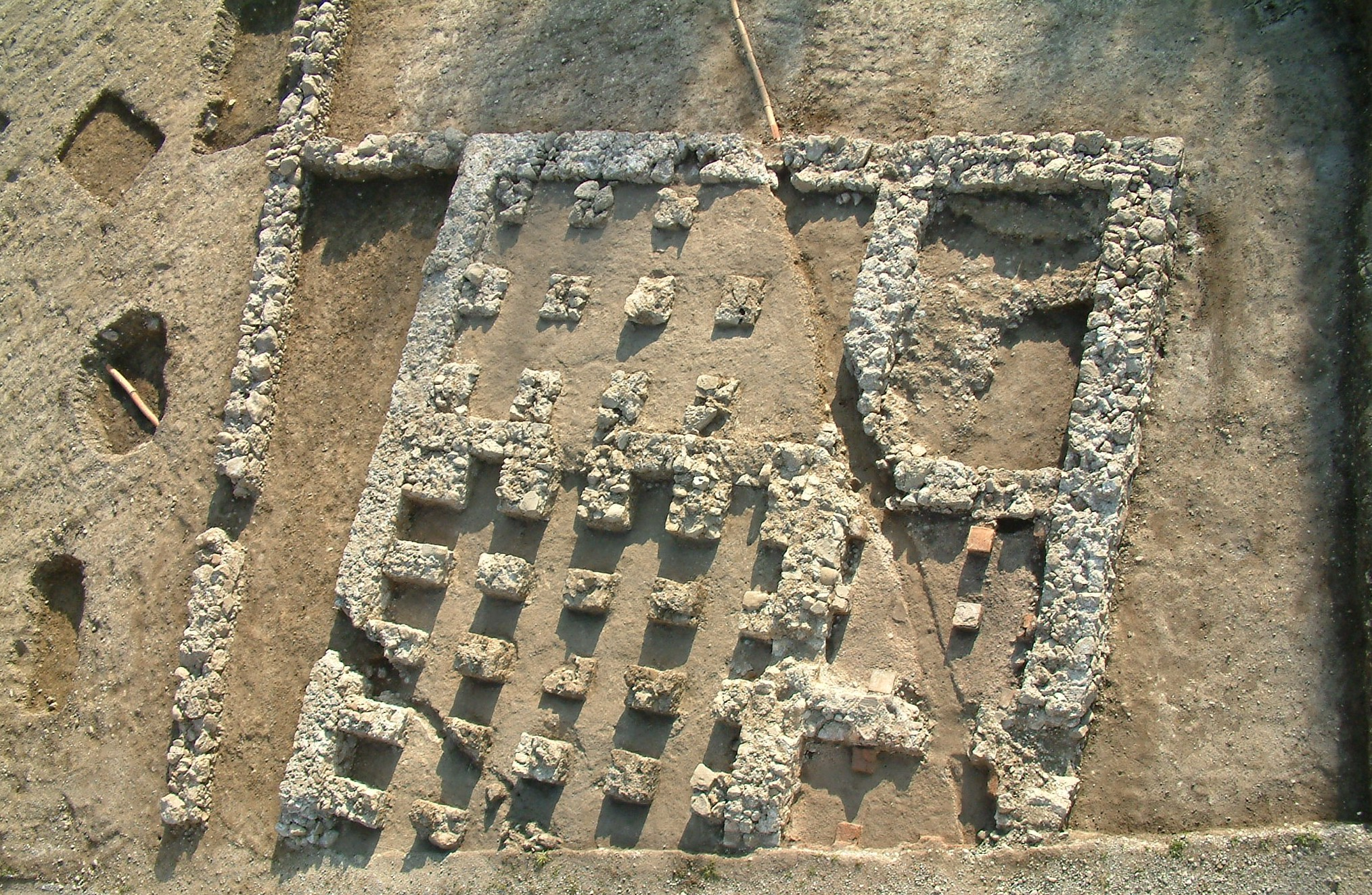
Römische Villa Elling

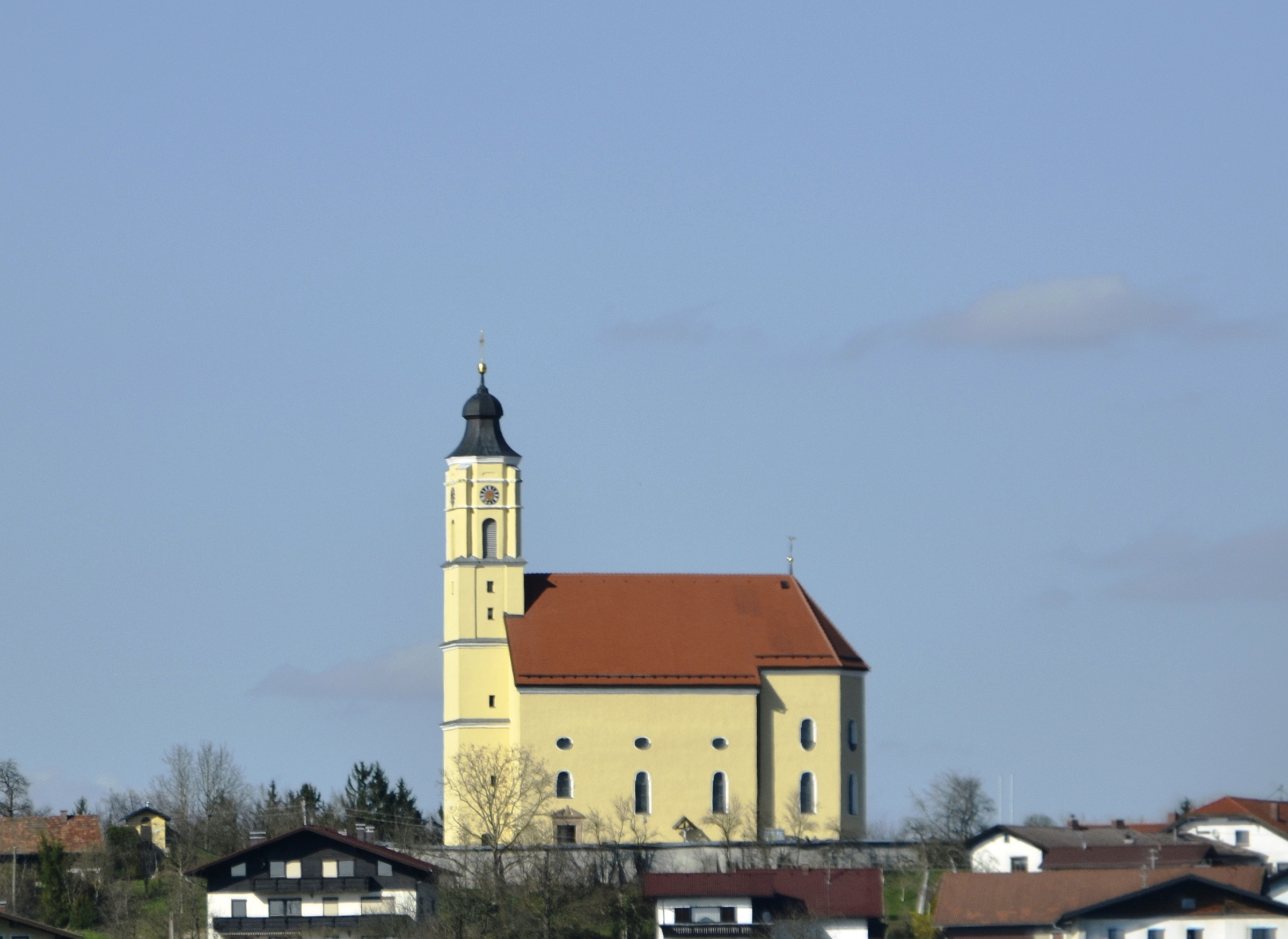
Pfarrkirche Moosdorf

- Katholische Pfarrkirche Moosdorf hl. Stephanus
- Moormuseum in Hackenbuch (geöffnet vom 1. April bis Ende Oktober)
- Kinomuseum in Furkern (derzeit geschlossen)
- Friedensdenkmal des Moosdorfer Friedensdialoges am Friedensplatz vor der Kirche
- Kaiserdenkmal
- Ibmer Moor mit dem 2010 neu errichteten Moorlehrpfad
- Wildgehege in Furkern
- Weitblick über Ibmer Moor und Seeleitensee von der Jausenstation Peer
- Moosdorf ist Teil der Tourismusregion Seelentium – Oberes Innviertel / Flachgau und hat Anteil an zwei Naturschutzgebieten.
- Der Pilgerweg Via Nova führt ebenso durch Moosdorf wie zahlreiche Radwanderwege.

## Wirtschaft und Infrastruktur
Im Jahr 2010 gab es in Moosdorf 43 land- und forstwirtschaftliche Betriebe, davon 28 Haupterwerbsbetriebe. Im sekundären Wirtschaftssektor (nach ÖNACE) beschäftigten siebzehn Betriebe 176 Personen, vor allem bei der Herstellung von Waren und im Bau. Im tertiären Wirtschaftssektor gaben 58 Betriebe 212 Menschen Arbeit, fast die Hälfte davon im Handel.

### Unternehmen
- EAV – Elektro-Anlagen u. Verteilerbau GmbH
- Baumarkt Berschl
- Writers Company Media GmbH
- KF-Holz
- VAG Versicherungsagentur Größlhuber
- Werbeagentur ReiWo – Wolfgang Reindl
- Zaltech International GmbH

### Vereine
- Moosdorfer Friedensdialog
- ARGE Kultur (Betreiber des Moormuseums)
- Singkreis Moosdorf
- Moosdorfer Mädchen- und Jugendchor
- Theaterverein Moosdorf/Theater beim Wirt z'Furkern
- Tennisverein Moosdorf
- Landjugend Moosdorf
- Zeche Moosdorf
- Trachtenmusikkapelle Moosdorf
- Reit- und Fahrverein Moosdorf-Hackenbuch
- Musikkapelle Hackenbuch
- BayernWanderers Moosdorf
- Weinbauverein
- Pfeifenclub
- Goldhauben und Kopftuchträgerinnen
- Kameradschaftsbund Moosdorf
- Moosdorfer Dorfmobil: Am 14. Jänner 2013 wurde vom Verein Moosdorf macht mobil das Moosdorfer Dorfmobil in Betrieb genommen, ein österreichweites Vorzeigeprojekt für Elektromobilität und Sozialkompetenz. Das E-Mobil wird ausnahmslos von ehrenamtlichen Fahrern betrieben und verkehrt zwischen den verschiedenen Ortsteilen von Moosdorf, die nicht durch den normalen öffentlichen Verkehr erschlossen sind. Zusätzlich werden Fahrten zu Ärzten, zu Behörden usw. angeboten. Damit werden auch Menschen ohne eigenes Fahrzeug wieder mobil und können am Ortsgeschehen teilnehmen. Das Moosdorfer Dorfmobil wurde zum Energie-Star 2013 vorgeschlagen.

## Politik
Der Gemeinderat hat 19 Mitglieder.
- Mit den Gemeinderats- und Bürgermeisterwahlen in Oberösterreich 1985 hatte der Gemeinderat folgende Verteilung: 12 SPÖ, 6 ÖVP und 1 FPÖ.[6]
- Mit den Gemeinderats- und Bürgermeisterwahlen in Oberösterreich 1991 hatte der Gemeinderat folgende Verteilung: 11 SPÖ, 6 ÖVP und 2 FPÖ.[7]
- Mit den Gemeinderats- und Bürgermeisterwahlen in Oberösterreich 2003 hatte der Gemeinderat folgende Verteilung: 11 SPÖ, 7 ÖVP und 1 FPÖ.[8]
- Mit den Gemeinderats- und Bürgermeisterwahlen in Oberösterreich 2009 hatte der Gemeinderat folgende Verteilung: 10 SPÖ, 7 ÖVP und 2 FPÖ.[9]
- Mit den Gemeinderats- und Bürgermeisterwahlen in Oberösterreich 2015 hat der Gemeinderat folgende Verteilung: 9 SPÖ, 6 ÖVP und 4 FPÖ.[10]
- Mit den Gemeinderats- und Bürgermeisterwahlen in Oberösterreich 2021 hat der Gemeinderat folgende Verteilung: 9 SPÖ, 7 ÖVP und 3 FPÖ.[11]

### Bürgermeister
- bis 2006 Georg Peterlechner (SPÖ)[12]
- seit 2006 Manfred Emersberger (SPÖ)[13][14]

### Wappen
Blasonierung wörtlich laut der Urkunde:
Aus schwarzem Schildfuß wachsend in Silber zwei gekreuzte grüne Schilfrohre mit grünen Blättern und schwarzen Kolben.

## Persönlichkeiten

### Ehrenbürger der Gemeinde
- 2013 Ferdinand Oberndorfer, 44 Jahre Pfarrer[16][17]
- 2013 Josef Bachleitner, Pensionierter Amtsleiter der Gemeinde und Obmann des Moosdorfer Friedensdialogs

### Personen mit Bezug zur Gemeinde
- Ignaz Glaser, Prager Unternehmer (1853–1916) und Gründer der „Emmyhütte“ und damit der Ortschaft Hackenbuch
- Hubert Lepka, Choreograf und Regisseur, lebt und arbeitet in Moosdorf